# Villemontry
Villemontry est une localité de Mouzon et une ancienne commune française, située dans le département des Ardennes en région Grand Est.
Elle est rattachée à la commune de Mouzon, le 1er mars 1965.

## Géographie
La commune avait une superficie de 6,24 km2

### Localisation
Cette ancienne commune est à moins de 3 km de Mouzon,au sud,sur un flanc de coteau dominant la Meuse. La pente est assez forte, avec des habitations ou des fermes disposées en terrasses les unes par rapport aux autres, séparées par des murets.
Une ferme situées entre Mouzon et Villemontry, la ferme de Givodeau (ou Givaudeau), correspond à un ancien château.

## Histoire
Ces secteurs ont été occupés  dès l'époque gallo-romaine. Des fouilles archéologiques ont mis en évidence les vestiges d'un habitat du IIe siècle. Il y a eu ensuite de légères variations dans la localisation des maisons, des remaniements successifs et finalement une certaine permanence des implantations au fil des siècles.
Le village est placé durant plusieurs siècles, comme Mouzon, aux limites de la France et de la Germanie. Au XVIIe siècle encore, des redoutes et des points d'observation sont édifiées le long de la Meuse et notamment en ce lieu. Le rattachement de la prévôté d'Yvois à la France par le traité des Pyrénées  en 1659 déplace, quelques années plus tard, la ligne de défense sur la Chiers, mais n'évite pas totalement les excursions ennemies sur ce territoire.
À la fin d'août 1870, lors de la bataille de Beaumont, le 88e régiment d'infanterie du lieutenant-colonel Demange oppose une longue résistance aux prussiens sur les hauteurs de Villemontry et à la ferme de Givaudeau pour protéger la retraite des troupes françaises.
Par arrêté préfectoral du 16 février 1965, la commune de Villemontry est rattachée, le 1er mars 1965, à la commune de Mouzon.

## Administration
| Période                                  | Période | Identité | Étiquette | Qualité |
| ---------------------------------------- | ------- | -------- | --------- | ------- |
| 1879                                     |         | Drouin   |           | Maire   |
| Les données manquantes sont à compléter. |         |          |           |         |

## Démographie
| 1793 | 1800 | 1806 | 1821 | 1831 | 1836 | 1841 | 1846 | 1851 |
| ---- | ---- | ---- | ---- | ---- | ---- | ---- | ---- | ---- |
| 156  | 147  | 153  | 161  | 179  | 221  | 203  | 170  | 175  |

| 1856 | 1861 | 1866 | 1872 | 1876 | 1881 | 1886 | 1891 | 1896 |
| ---- | ---- | ---- | ---- | ---- | ---- | ---- | ---- | ---- |
| lac. | lac. | 184  | 168  | 163  | 151  | 149  | 151  | 145  |

| 1901 | 1906 | 1911 | 1921 | 1926 | 1931 | 1936 | 1946 | 1954 |
| ---- | ---- | ---- | ---- | ---- | ---- | ---- | ---- | ---- |
| 140  | 128  | 127  | 107  | 108  | 101  | 101  | 72   | 98   |

| 1962 | - | - | - | - | - | - | - | - |
| ---- | - | - | - | - | - | - | - | - |
| 91   | - | - | - | - | - | - | - | - |

Histogramme

(élaboration graphique par Wikipédia)

## Culture locale et patrimoine

### L'église Saint-Laurent de Villemontry
L'église est une modeste église rurale, un bâtiment rectangulaire dont le chœur est consolidé par quatre contreforts. La nef est sans bas-côtés, avec des murs montés en pierres non aplanies, disposées irrégulièrement et assemblées avec du torchis. Quatre meurtrières sont disposés en hauteur. Six fenêtres à arc en plein cintre éclairent l'intérieur. La nef semble avoir été prolongée de quelques mètres après sa construction initiale. À l'intérieur, les fonts baptismaux sont de style roman, avec aux deux angles deux têtes grossièrement sculptées. Le chœur est séparé de la nef par un arc en plein cintre, et comporte une voûte en croisée d'ogives. le chevet est plat.

### Les seigneurs de Villemontry
La seigneurie de Villemontry a été une possession de la famille de Vieuville (originaire de l'Artois)  au XVIe siècle, notamment de Pierre de la Vieuville et de Robert de la Vieuville.
Au XVIIIe siècle, en 1776 précisément, Jean-Baptiste-Madeleine de Failly devient seigneur engagiste du village.